# تعدد علاقات الحب

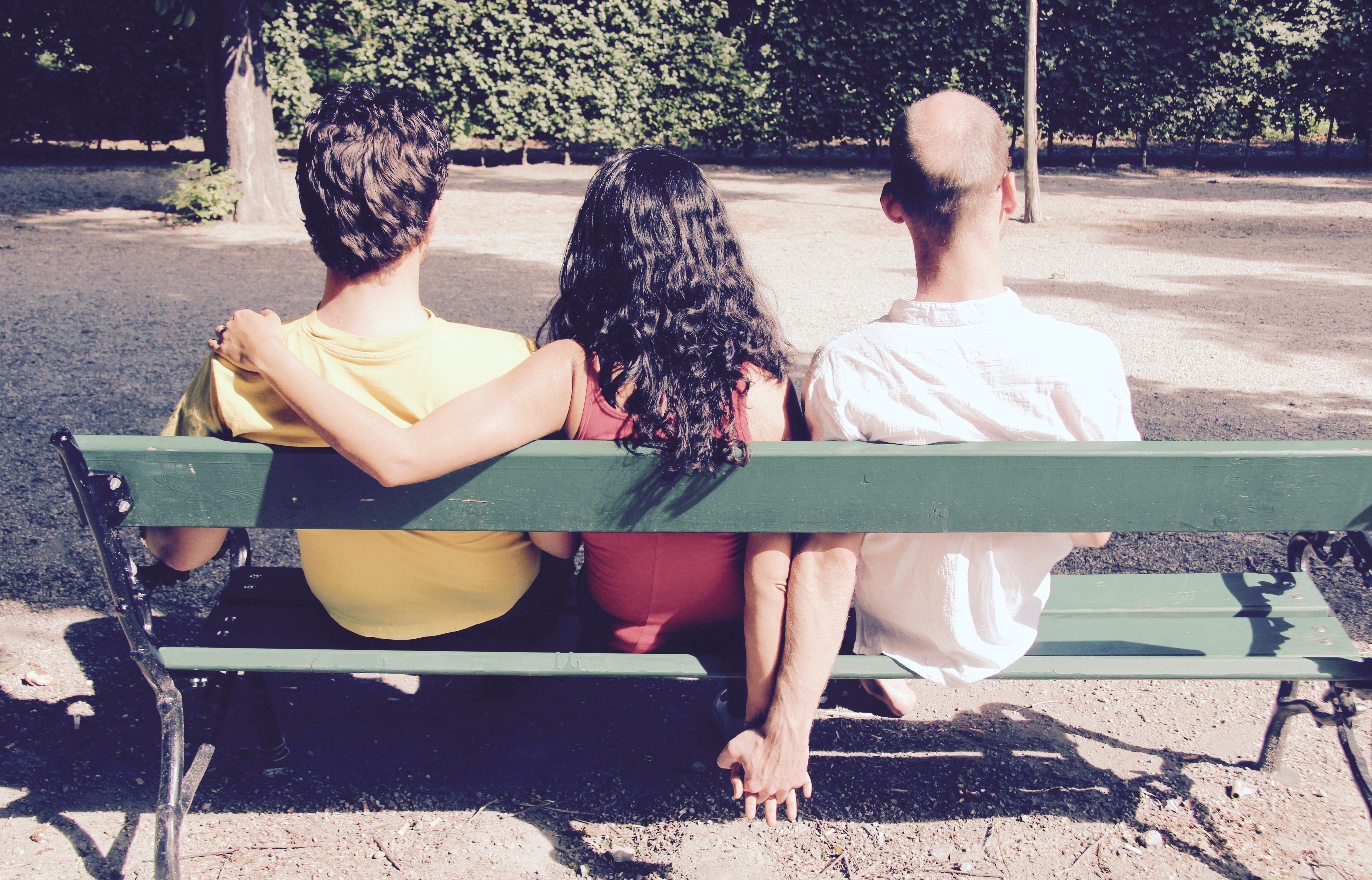
علاقة حب متعدد في احدى الدراسات التي قامت بها جامعت فيينا

تعدد علاقات الحب أو علاقات الحب المتعددة أو البولياموري (من «عديد» أو «متعدد» باليونانية (poly)، والحب باللاتينية، (amor))، هي الممارسة أو الرغبة في علاقات حميمية مع أكثر من شريك واحد، بموافقة جميع الشركاء المعنيين. وقد وُصف بأنه «توافقي، وأخلاقي، وعلاقة مفتوحة مسؤولة». يؤمن الأشخاص الذين يُعرفون كمتعددي علاقات، بعلاقة مفتوحة مع إدارة واعية للغيرة، ويرفضون الرأي القائل بأن التفرد الجنسي والعلائقي ضروري لعلاقات حب عميقة وملتزمة وطويلة الأجل.
أصبح بولياموري مصطلحًا شاملاً لمختلف أشكال العلاقات غير الأحادية (المفتوحة) أو متعددة الشركاء أو العلاقات الجنسية أو الرومانسية غير الحصرية. يعكس استخدامه خيارات وفلسفات الأفراد المعنيين، ولكن مع موضوعات أو قيم متكررة، مثل الحب والألفة والصدق والنزاهة والمساواة والتواصل والالتزام.

## الأنماط
يمكن أن تتخذ العلاقة غير أحادية الزوج التوافقية، والتي يندرج ضمنها تعدد علاقات الحب، أشكالا مختلفة، اعتمادًا على احتياجات وتفضيلات الفرد (الأفراد) المنخرطين في أي علاقة أو مجموعة علاقات محددة. كان قد اختبر خُمس سكان الولايات المتحدة بالكامل، في مرحلة ما من حياتهم، في نوع من العلاقات غير الأحادية بالتراضي، بحلول عام 2019.
- بولياموري طاولة المطبخ: بولياموري طاولة المطبخ، هو نمط يكون فيه جميع الأعضاء ممن هم في علاقات غير أحادية، مرتاحين ومتصلين بما فيه الكفاية مع بعضهم البعض، بحيث يكون من الشائع بالنسبة لهم التجمع حرفيًا حول طاولة المطبخ. قد يقضي الممارسون من هذا النمط أيام العطل وأعياد الميلاد أو أوقات أخرى مهمة معًا كمجموعة كبيرة. يركز هذا النمط على الروابط عائلية الشكل، وليس بالضرورة أن يكون جميع الأعضاء منخرطين جنسيًا أو رومانسيًا مع كل شخص آخر في المجموعة.[9][10]
- بولياموري موازي: بولياموري موازي، هو نمط يفضل فيه أعضاء العلاقات الفردية، عدم مصادفة أو معرفة تفاصيل العلاقات الأخرى لشركائهم. هذا هو المصطلح المصاحب لبولياموري طاولة المطبخ، وهو النمط الذي قد يتفاعل أو لا يتفاعل فيه شريك الشريك.[9][10]
- بولياموري فردي: بولياموري فردي، هو نمط يكون الفرد فيه مرتاحًا بوجود علاقات حميمية متعددة (رومانسية أو جنسية)، دون الرغبة في التعايش أو المساكنة مع أي شريك واحد. يتجنبون «سلم العلاقات المتحرك» الذي ينص على أن العلاقات يجب أن تحرز تقدمًا، أو تصاعدا من المواعدة، إلى أن يصبح حصريا، إلى الخطوبة، ثم الزواج، وإنجاب الأطفال.

## كممارسة
كممارسة منفصلة عن تعدد علاقات الحب، كأساس فلسفي للعلاقات، فهي الطرق العملية التي يرتب بها الأشخاص الذين يعيشون بتعدد العلاقات، حياتهم والتعامل مع قضايا معينة، مقارنةً بتنظيم أولئك الذين بعلاقات أحادية تقليدية.
شهدت مجتمعات تعدد علاقات الحب، ازدهارًا في بلدان داخل أوروبا وأمريكا الشمالية وأوقيانوسيا. كان هناك في أجزاء أخرى من العالم، مثل أمريكا الجنوبية وآسيا وأفريقيا، ازدياد صغير في ممارسات تعدد العلاقات. لا يوجد أي خيار جندري معين للشريك بالنسبة للعلاقات المتعددة (بولياموروس). الأشخاص ذوو التفضيلات الجنسية المختلفة هم جزء من المجتمع.

### القيم
- الإخلاص والوفاء: تُعرّف نسبة كبيرة من متعددي العلاقات الجنسية، الإخلاص على أنه ليس بحصرية جنسية، بل كإخلاص في الوعود والاتفاقات التي عقدوها حول العلاقة. يحافظ تعدد علاقات الحب، كممارسة علائقية، على مجموعة كبيرة ومتنوعة من العلاقات المفتوحة أو مجموعات متعددة الشركاء، والتي يمكن أن تختلف في التعريف ودرجات الكثافة والقرب والالتزام. يعمل البولياموري بالنسبة للبعض، كمصطلح شامل للنُهج المتعددة لـ «العلاقة المفتوحة المسؤولة». تعتبر العلاقة الجنسية السرية التي تنتهك هذه الاتفاقات خرقًا للإخلاص. يؤسس متعددو العلاقات الجنسية عمومًا، تعريفات الالتزام بناءً على اعتبارات أخرى غير الحصرية الجنسية، مثل «الثقة والصدق» أو «الشيخوخة معًا».[12][13][14]

- التواصل والتفاوض: نظرًا لعدم وجود «نموذج قياسي» للعلاقات المتعددة، وأن الاعتماد على التوقعات المشتركة قد لا يكون واقعياً، فغالبًا ما يؤيد متعددو العلاقات الجنسية، التفاوض صراحة مع جميع المعنيين لوضع شروط علاقاتهم، وغالبًا ما يؤكدون أن تكون هذه عملية مستمرة للتواصل والاحترام الصادقين. عادةً ما يتخذ متعددو العلاقات نهجًا ذرائعيا لعلاقاتهم، ويقبل الكثيرون أنه في بعض الأحيان، يرتكبون هم وشركاؤهم الأخطاء، ويفشلون في الالتزام بهذه المثل العليا، وأن التواصل مهم لإصلاح أي مخالفات.[15][16]
- الثقة والأمانة والكرامة والاحترام: يؤكد معظم متعددي العلاقات على الاحترام والثقة والأمانة لجميع الشركاء. من الناحية المثالية، يُقبل شركاء الشريك كجزء من حياة ذلك الشخص بدلاً من مجرد التسامح معهم، وعادة ما تُعتبر العلاقة التي تتطلب الخداع أو سياسة «لا تسأل لا تخبر» كنموذج أقل مثالية.[15][16]
- عدم التملك: يرى الكثير من متعددي العلاقات الجنسية، أن القيود الزائدة على العلاقات العميقة الأخرى قلما يُرغب بها، فمن الممكن استخدام هذه القيود لاستبدال الثقة بإطار من الملكية والسيطرة. يُفضل عادةً أو يُشجَّع لأن يسعى متعددو العلاقات الجنسية إلى معاينة الآخرين المهمين لشركائهم (غالباً ما يشار إليهم باسم شركاء الشريك أو OSOs) من حيث كونهم كمكسب لحياة شركائهم بدلاً من كونهم تهديدا لحياتهم الخاصة. لذلك، لا يُنظر إلى الغيرة والتملك عمومًا، على أنهما شيئان يجب تجنبهما أو بناء العلاقات بينهما، ولكن كردود يجب استكشافها وفهمها وحلها عند كل فرد، مع اعتبارها كهدف.[17][18]